# Трубичино (Орловская область)
Трубичино — деревня в Дмитровском районе Орловской области. Входит в состав Горбуновского сельского поселения.
Население — 293 человека (2010 год).

## География
Расположена в 1 км к юго-западу от Дмитровска на левом берегу реки Общерицы.

## История
По данным 1649 года деревня Трубичино состояла из 24 дворов и была приписана к Балдыжскому острогу. Местные жители могли укрываться в этой крепости во время нашествия крымских татар, а также должны были поддерживать её в обороноспособном состоянии. В XVII—XVIII веках деревня входила в состав Радогожского стана Комарицкой волости Севского уезда. 
С 1782 года в составе Дмитровского уезда Орловской губернии. С 1861 года до 1880-х годов входила в состав Балдыжской волости Дмитровского уезда, затем, до 1923 года, в составе Соломинской волости.
Во 2-й половине XIX века — начале XX века жители Трубичина были прихожанами Дмитровских храмов — Покровского и Дмитриевского.
По данным 10-й ревизии 1858 года статскому советнику Николаю Петровичу Красовскому в Трубичино принадлежало 179 крестьян и 59 дворовых мужского пола.
В 1926 году в деревне было 119 дворов, проживало 629 человек (295 мужского пола и 329 женского), действовал пункт ликвидации неграмотности. В то время Трубичино входило в состав Горбуновского сельсовета Лубянской волости Дмитровского уезда Орловской губернии.
С 1928 года в составе Дмитровского района. В 1937 году в Трубичино было 126 дворов.

## Население
| 1866 | 1897 | 1926 | 1979 | 2002 | 2010 |
| ---- | ---- | ---- | ---- | ---- | ---- |
| 480  | ↗566 | ↗629 | ↘335 | ↘310 | ↘293 |